# Pericarpo
Em botânica, chama-se pericarpo à camada externa do fruto das angiospermas, que envolve as sementes.
O pericarpo é originado pelo desenvolvimento do ovário,depois da fecundação. Pode dividir-se em exocarpo ou epicarpo (vulgarmente, casca ou pele) normalmente uma camada membranácea e fibrosa, que pode ser lisa, rugosa, pilosa ou espinosa que protege o mesocarpo, podendo ainda distinguir-se um endocarpo, que igualmente pode ser membranoso ou rígido.